# Гогріал (аеропорт)
Аеропо́рт «Гогріал» — аеропорт у місті Гогріал, Південний Судан.

## Розташування
Аеропорт розташований у місті Гогріал, яке є центром округу Західний Гогріаль, штат Вараб, Південний Судан. Неподалік знаходиться державний кордон з Суданом та регіон Аб'єй. Аеропорт знаходиться в центрі міста. До центрального аеропорту країни Джуба 560 км.

## Опис
Аеропорт знаходиться на висоті 397 метрів (1 302 футів) над рівнем моря, і має одну ґрунтову злітно-посадочну смугу, довжина якої невідома.

## Авіакомпанії і напрямки
Аеропорт обслуговує чартерні рейси.